# Ekaterina Jossifowa

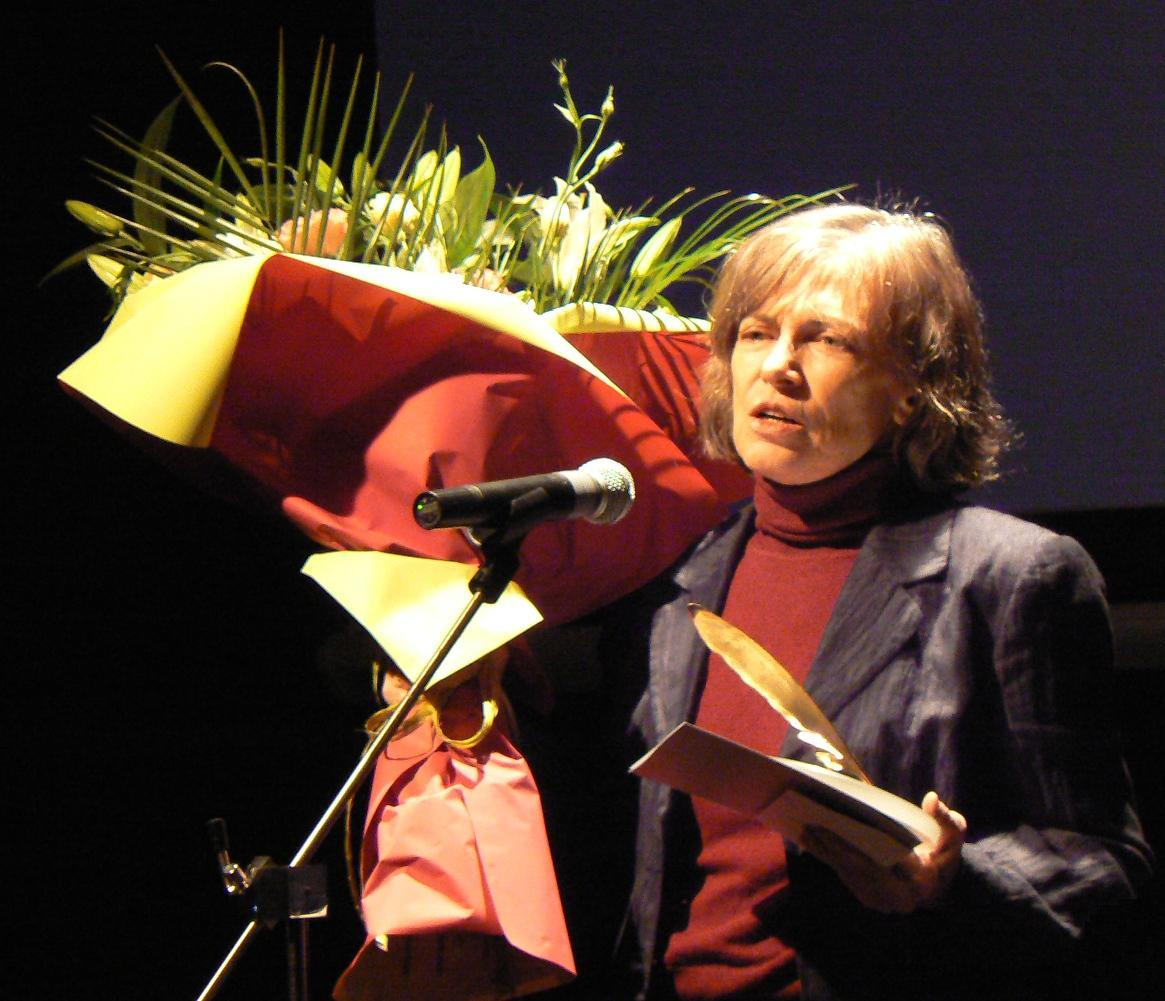
Ekaterina Jossifowa bei der Preisverleihung des Iwan-Nikolov-Preises 2010

Ekaterina Petrowa Jossifowa (bulgarisch Екатерина Петрова Йосифова; geboren am 4. Juni 1941 in Kjustendil; gestorben am 13. August 2022) war eine bulgarische Autorin und Übersetzerin, die vor allem für ihre Lyrik bekannt wurde.

## Leben und Werk
Ekaterina Jossifowa studierte russische Philologie an der Universität Sofia. Neben ihrer schriftstellerischen Tätigkeit war sie unter anderem Lehrerin, Journalistin, Dramaturgin, Literaturredakteurin und -kritikerin. Zudem übersetzte sie Lyrik aus mehreren Slawischen Sprachen sowie aus dem Ungarischen und dem Albanischen, bzw. nahm entsprechende Nachdichtungen vor. Ihre Gedichtbände wurden in Bulgarien mehrfach ausgezeichnet. Ihre Lyrik wurde in zahlreiche Sprachen übersetzt und nicht nur in Europa, sondern auch in den Vereinigten Staaten und Indien veröffentlicht. Einzelpublikationen hatte sie unter anderem in Italien, Makedonien, Slowenien und Ungarn. Neben dem lyrischen Schaffen veröffentlichte sie auch Kinderbücher. Ihr schriftstellerisches Gesamtwerk wurde mit dem Iwan-Nikolov-Preis gewürdigt.
2020 waren die Lyrik von Ekaterina Jossifowa Teil der Wanderausstellung Bulgarische Buchstaben, einer Initiative des Bulgarischen Kulturinstituts in Berlin und der Botschaft der Republik Bulgarien in der Bundesrepublik Deutschland. In diesem Rahmen war eines ihrer Gedichte als Teil einer Installation im James-Simon-Park in Berlin zu lesen.
Ihre Gedichte gelten als Lyrik mit leisen Tönen, sie werden als „charakterisiert von sanfter Vorbestimmtheit und aufwühlender Härte“ beschrieben.

## Veröffentlichungen
- 1969 Kasso patuwane (dt. Kurze Reise)
- 1972 Noschtem ide wjatar (dt. Nachts kommt der Wind)
- 1978 Posweschtenie (dt. Widmung)
- 1983 Kaschta v poleto (dt. Haus auf dem Felde)
- 1987 Imena (dt. Namen)
- 1993 Podosrenija (dt. Verdächtigungen)
- 1993 Nenuschno powedenie (dt. Unnötiges Benehmen)
- 1994 Istinska prikaska za Poli (dt. Die wahre Geschichte von Poly)
- 1998 Malko stichotworenija (dt. Einige Gedichte)
- 2000 Legenda sa magitschnija pewez (dt. Die Legende des Zaubersängers)
- 2001 Nischto nowo (dt. Nichts Neues)
- 2004 Nagore-Nadolu (dt. Oben/unten)
- 2006 Raze (dt. Hände)

## Auszeichnungen
- 2004: Buch des Jahres des bulgarischen Kultusministeriums für ihren Band Oben/Unten[7]
- 2010: Iwan-Nikolov-Preis